# 岐阜県道268号神原西津汲線
岐阜県道268号神原西津汲線（ぎふけんどう268ごう かんばらにしつくみせん）とは、岐阜県揖斐郡揖斐川町内にある一般県道である。

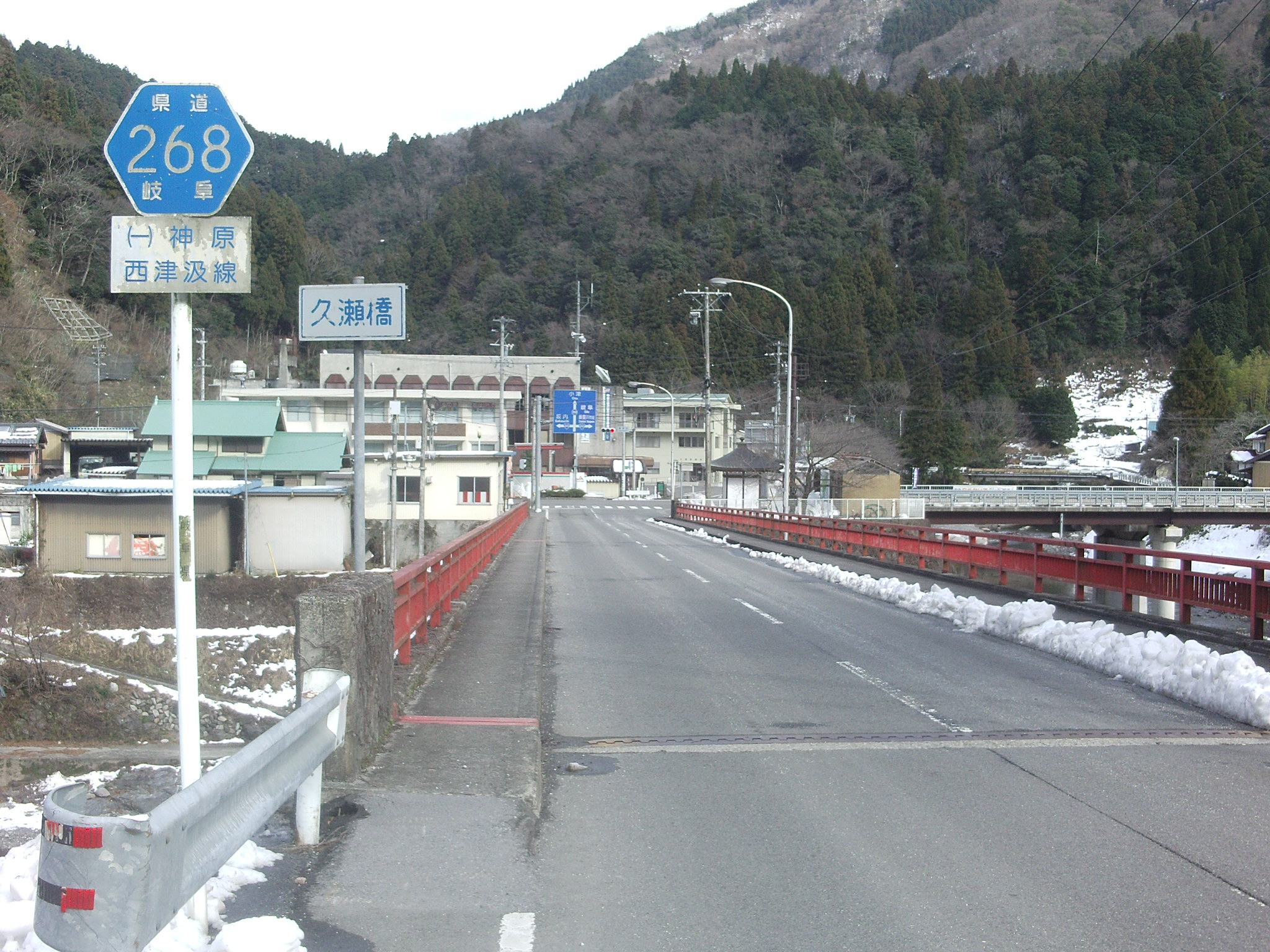
起点の西津汲。揖斐川に架かる久瀬橋の西詰。旧久瀬村（現･揖斐郡揖斐川町の町域）の中心集落付近。

## 概要
旧谷汲村と旧久瀬村を結ぶ路線である。旧村境の峠（下辻越）付近に車両通行不能区間がある。
岐阜県揖斐郡揖斐川町谷汲神原の岐阜県道267号神原揖斐川線交点が起点。起点から北西へ向かう。谷沿いを登って行き、しばらく進むとダートになり、車は通行不能となる。下辻越付近は登山道になり、東海自然歩道に指定されている。久瀬村側の下辻谷の途中から車両通行が可能となる。細い道が続くが、小津川を渡り、小津川右岸を進む。このあたりから、ようやく県道らしく整備された道となる。小津トンネルを抜け、旧久瀬村役場の横を通過する。国道303号と交差し、揖斐川を渡ってすぐの、岐阜県揖斐郡揖斐川町西津汲の岐阜県道40号山東本巣線交点が終点。

### 路線データ
- 起点：岐阜県揖斐郡揖斐川町谷汲神原（岐阜県道267号神原揖斐川線交点）
- 終点：岐阜県揖斐郡揖斐川町西津汲（岐阜県道40号山東本巣線（岐阜県道254号藤橋池田線重複）交点）
- 総延長：10.427km

## 通過する自治体
- 岐阜県
  - 揖斐郡
    - 揖斐川町

## 主な接続道路
- 岐阜県道267号神原揖斐川線（揖斐川町谷汲神原）
- 国道303号（揖斐川町 東津汲交差点）
- 国道417号（揖斐川町 東津汲交差点）
- 岐阜県道40号山東本巣線（揖斐川町西津汲）
- 岐阜県道254号藤橋池田線（揖斐川町西津汲）

## 周辺
- 横蔵寺
- 久瀬振興事務所（旧久瀬村役場）
- 揖斐川町立久瀬小学校
- 揖斐川町立久瀬中学校